# VM i skak 2006 (partier)
Partierne fra VM i skak 2006 er spillene i den skakmatch, som afgjorde VM i skak 2006 mellem Vladimir Kramnik (Rusland) og Veselin Topalov (Bulgarien). Matchen , der fandt sted i den russiske republik Kalmykien, kaldes også "genforeningsmatchen", fordi den spilledes mellem de to, der begge blev betegnet som verdensmestre.
På grund af uoverensstemmelse om badeværelsesarrangementet nægtede Kramnik at spille det 5. parti, hvorfor dette blev vundet af Topalov uden kamp. Den ordinære match på 12 partier endte uafgjort 6-6, når det ikke spillede parti medregnes. 
Efter reglerne for afgørelse efter ligestilling spilledes derefter en match i hurtigskak over 4 partier. Kramnik vandt denne tillægsmatch med resultatet 2,5-1,5 og dermed matchen. Det ikke spillede parti fik dermed ikke betydning for det endelige udfald af opgøret.
Kramnik er herefter (2006) den eneste verdensmester i skak.

## Gennemgang af partierne
Matchens partier gennemgås og kommenteres nedenfor. 
- Partierne 1-12 er fra den ordinære match, hvor betænkningstiden var 120 minutter til de første 40 træk, 60 minutter til de næste 20 træk og derefter 15 minutter til resten af partiet, tillagt yderligere 30 sekunder per træk begyndende fra træk 61.
- Partierne 13-16 er tillægsmatchen i hurtigskak, der spilledes med betænkningstiden 25 minutter til hver spiller til hele partiet, med tillæg af 10 sekunder efter hvert træk

Trækkene i partierne er anført i algebraisk notation.

### Parti 1, Kramnik-Topalov, 1-0
Kramnik vandt matchens første parti, der var på 75 træk og varede 6½ time. Topalov, hvis spillestil er mere taktisk end positionel, gjorde et fejlagtigt og risikabelt træk sent i spillet. Partiet var ellers lige, men han foretog en fatal fejlberegning
Catalansk, E04
1. d4 Sf6 2. c4 e6 3. Sf3 d5 4. g3 dxc4 5. Lg2 Lb4+ 6. Ld2 a5 7. Dc2 Lxd2+ 8. Dxd2 c6 9. a4 b5 10. axb5 cxb5 11. Dg5 O-O 12. Dxb5 La6 13.Da4 Db6 14. O-O Dxb2 15. Sbd2 Lb5 16. Sxc4 Lxa4 17. Sxb2 Lb5 18. Se5 Ta7 19. Lf3 Sbd7 20. Sec4 Tb8 21. Tfb1 g5 22. e3 g4 23. Ld1 Lc6 24.Tc1 Le4 25. Sa4 Tb4 26. Sd6 Lf3 27. Lxf3 gxf3 28. Sc8 Ta8 29. Se7+ Kg7 30. Sc6 Tb3 31. Sc5 Tb5 32. h3 Sxc5 33. Txc5 Tb2 34. Tg5+ Kh6 35. gxa5 Txa5 36. Sxa5 Se4 37. Tf1 Sd2 38. Tc1 Se4 39. Tf1 f6 40. Sc6 Sd2 41. Td1 Se4 42. Tf1 Kg6 Topalov spiller på gevinst. 42...Sd2 43.Td1 Se4 ville være trækgentagelse med sandsynlig remis. 43. Sd8 Tb6 44. Tc1 h5 45. Ta1 h4 46. gxh4 Kh5 47. Ta2 Kxh4 48. Kh2 Kh5 49. Tc2 Kh6 50. Ta2 Kg6 51. Tc2 Kf5 52. Ta2 Tb5 53. Sc6 Tb7 54. Ta5+ Kg6 55. Ta2 Kh5 56. d5 e5 57. Ta4 f5?? 57...Sxf2! 58.Kg3 e4! 59.Kxf2 Tb2+ 60.Ke1 Tb1+ 61.Kf2 Tb2+ fulgt af evig skak på b1 og b2 giver remis. Hvid kan ikke undvige med 60.Kg3?? på grund af at 60...Tg2+ 61.Kf4 f2 62.Ta1 Tg1 vinder, eller med 60.Ke1 Tb1+ 61.Kd2?? fordi 61...f2 vinder. 58. Sxe5 Tb2 59. Sd3 Tb7 60. Td4 Tb6 61. d6 Sxd6 62. Kg3 Se4+ 63. Kxf3 Kg5 64. h4+ Kf6 65. Td5 Sc3 66. Td8 Tb1 67. Tf8+ Ke6 68. Sf4+ Ke5 69. Te8+ Kf6 70. Sh5+ Kg6 71. Sg3 Tb2 72. h5+ Kf7 73. Te5 Sd1 74. Se2 Kf6 75. Td5 og sort (Topalov) opgav.

### Parti 2, Topalov-Kramnik, 0-1
Kramnik vandt andet parti efter 63 træk og førte derefter 2-0. Topalov overså vindende fortsættelser i træk 32 og 36. Efter nogle unøjagtigheder senere i partiet forsvandt også muligheden for remis.
Slavisk forsvar, D19
1. d4 d5 2. c4 c6 3. Sc3 Sf6 4. Sf3 dxc4 5. a4 Lf5 6. e3 e6 7. Lxc4 Lb4 8. O-O Sbd7 9. De2 Lg6 10. e4 O-O 11. Ld3 Lh5 12. e5 Sd5 13. Sxd5 cxd5 14. De3 Lg6 15. Sg5 Te8 16. f4 Lxd3 17. Dxd3 f5 18. Le3 Sf8 19. Kh1 Tc8 20. g4 Dd7 21. Tg1 Le7 22. Sf3 Tc4 23. Tg2 fxg4 24. Txg4 Txa4 25. Tag1 g6 26. h4 Tb4 27. h5 Db5 28. Dc2 Txb2 29. hxg6 h5 Kramnik sagde, at han havde planlagt 29...Sxg6, men opdagede 30.Dxg6+!! hxg6 31.Txg6+ Kh7 (31...Kf7 32.Tg7+ Kg8 33.Tg8+ Kg7 34.T1g7#) 32.T6g3! der fremtvinger mat.  30. g7! hxg4 31. gxf8D+ Lxf8? 31...Kxf8! 32. Dg6+? 32.Txg4+! vinder straks, f.eks. efter 32...Lg7 33.Dc7! Df1+ 34.Sg1, eller 32...Kh8 33.Dg6.  Lg7 33. f5 Te7 34. f6 De2 35. Dxg4 Tf7 36. Tc1 36.Dh5! vinder stadig 36...Tc2 37. Txc2 Dd1+ 38. Kg2 Dxc2+ 39. Kg3 De4 40. Lf4 Df5 41. Dxf5 exf5 42. Lg5 a5 43. Kf4 a4 44. Kxf5 a3 45. Lc1 Lf8 46. e6 Tc7 47. Lxa3 Lxa3 48. Ke5 Tc1 49. Sg5 Tf1 50. e7 Te1+ 51. Kxd5 Lxe7 52. fxe7 Txe7 53. Kd6 Te1? GM John Nunn demonstrerede, at 53...Te3! var det eneste vindende træk.  54. d5 Kf8 55. Se6+? GM Mihail Marin bemærker i sin kommentar på ChessBase's hjemmeside efter spillet, at der ifølge slutspilsværker stadig kunne opnås remis med 55.Kd7! Ke8 56. Sc7+ Kd8 57. Se6+ Kc8 58. Ke7 Th1 59. Sg5 b5 60. d6 Td1 61. Se6 b4 62. Sc5 Te1+ 63. Kf6 Te3 og hvid (Topalov) opgav.

### Parti 3, Kramnik-Topalov, ½-½
Tredje parti endte remis efter 38 træk med føring 2,5-0,5 til Kramnik. Kramnik (hvid) havde fordel i meget af partiet. Ifølge kommentatorer undlod han mindst to gange at foretage træk med større gevinstchance, men som også indebar større risiko: 17. Se4 og 32. exd5.
Catalansk, E02
1. d4 Sf6 2. c4 e6 3. Sf3 d5 4. g3 dxc4 5. Lg2 Sc6 6. Da4 Ld7 7. Dxc4 Sa5 8. Dd3 c5 9. 0-0 Lc6 10. Sc3 cxd4 11. Sxd4 Lc5 12. Td1 Lxg2 13. Db5+! Sd7 14. Kxg2 a6 15. Dd3 Tc8 16. Lg5! Le7 17. Lxe7 Dxe7 18. Tac1 Sc4 19. Sa4 b5 20. b3 0-0 21. bxc4 bxa4 22. Sc6 Txc6 23. Dxd7 Dc5 24. Tc3 g6 25. Tb1 h5 26. Tb7 e5 27. e4 Tf6 28. Tc2 Da3 29. Dd1 Td6 30. Td2 Tfd8 31. Td5 Txd5 32. cxd5 Dxa2 33. Df3 Tf8 34. Dd3 a3 35. Tb3 f5! 36. Dxa6 36.Txa3 fxe4 37.Txa2 exd3 ville give sort fordel.) Dxb3 37. Dxg6+ Kh8 38. Dh6+ Kg8 ½-½

### Parti 4, Topalov-Kramnik, ½-½
Fjerde parti endte remis efter hvids 54. træk og gav Kramnik føringen 3-1. Topalov pressede hårdt og ofrede en bonde. Han opnåede et fordelagtigt slutspil, men trods 5 timers spil kunne han ikke omsætte det til gevinst.
Semi-slavisk, D47
1.d4 d5 2.c4 c6 3.Sc3 Sf6 4.e3 e6 5.Sf3 Sbd7 6.Ld3 dxc4 7.Lxc4 b5 8.Ld3 Lb7 9.a3 b4 10.Se4 Sxe4 11.Lxe4 bxa3 12.0-0 Ld6 13.b3 Sf6 14.Sd2 Dc7 15.Lf3!? Lxh2+ 16.Kh1 Ld6 17.Sc4 Le7 18.Lxa3 0-0 19.Lxe7 Dxe7 20.Ta5 Tfd8 21.Kg1 c5 22.Txc5 Se4 23.Lxe4 Lxe4 24.Dg4 Ld3 25.Ta1 Tac8 26.Taa5 Tb8 27.Dd1 Le4 28.Da1 Tb7 29.Sd2 Lg6 30.Dc3 h6 31.Ta6 Kh7 32.Sc4 Le4 33.f3 Ld5 34.Sd2 Tdb8 35.Dd3+ f5 36.Tc3 Dh4 37.Ta1 Dg3 38.Dc2 Tf7 39.Tf1 Dg6 40.Dd3 Dg3 41.Tfc1 Tfb7 42.Dc2 Dg5 43.Ta1 Df6 44.Dd3 Td7 45.Ta4 Tbd8 46.Tc5 Kg8 47.Sc4 Lxc4 48.Taxc4 f4 49.Tc6 fxe3 50.Dxe3 Txd4 51.Txe6 Dh4 52.Txd4 Dxd4 53.Te8+ Kh7 54.Dxd4 ½-½

### Parti 5, Kramnik-Topalov, 0-1 (forfeit)
Kramnik skulle spille hvid, men spillet blev vundet af Topalov uden kamp, da Kramniks skakur havde gået en time, og han havde nægtet at spille. Kramniks føring reduceredes til 3-2.

### Parti 6, Topalov-Kramnik, ½-½
Parti 6 skulle spilles 30 september, men blev udsat til 2. oktober efter beslutning truffet af FIDEs præsident. Dagene 30. september og 1. oktober blev brugt til forhandlinger om matchens fortsættelse mellem spillerne, deres hjælpehold og FIDE. Kramnik indvilligede i at spille 6. parti under protest, i forventning om at afklare spørgsmålet om 5. parti senere.  Partiet var uden særlige begivenheder og endte remis efter 31 træk, så Kramnik nu førte 3½–2½.
Slavisk forsvar, D17
1.d4 d5 2.c4 c6 3.Sf3 Sf6 4.Sc3 dxc4 5.a4 Lf5 6.Se5 e6 7.f3 c5 8.e4 Lg6 9.Le3 cxd4 10.Dxd4 Dxd4 11.Lxd4 Sfd7! 12.Sxd7 Sxd7 13.Lxc4 a6 14.Ke2 Tg8 15.Thd1 Tc8 16.b3 Lc5 17.a5 Ke7 18.Sa4 Lb4 19.Sb6 Sxb6 20.Lxb6 f6 21.Td3 Tc6 22.h4 Tgc8 23.g4 Lc5 24.Tad1 Lxb6 25.Td7+ Kf8 26.axb6 Txb6 27.T1d6 Txd6 28.Txd6 Tc6! 29.Txc6 bxc6 30.b4 e5 31.Lxa6 ½-½

### Parti 7, Topalov-Kramnik, ½-½
Dette fem-timers parti med åbningen modtaget dronninggambit karakteriseredes som "en hårdt udkæmpet remis i 60 træk". Topalov forsvarede med held et slutspil med T-B mod T-S og en bonde mindre. Kramniks føring var herefter 4-3.
Slavisk forsvar, D27
1.d4 d5 2.c4 c6 3.Sf3 Sf6 4.e3 e6 5.Ld3 dxc4 6.Lxc4 c5 7.0-0 a6 8.Lb3 cxd4 9.exd4 Sc6 10.Sc3 Le7 11.Te1 0-0 12.a4 Ld7 13.Se5 Le8 14.Le3 Tc8 15.Tc1 Sb4 16.Df3 Lc6 17.Dh3 Ld5 18.Sxd5 Sbxd5 19.Tcd1 Tc7 20.Lg5 Dc8 21.Df3 Td8 22.h4 h6 23.Lc1 Lb4 24.Tf1 Ld6 25.g3 b6 26.De2 Se7 27.Tfe1 Lxe5 28.dxe5 Txd1 29.Dxd1 Sfd5 30.Ld2 Tc5 31.Dg4 Sf5 32.De4 b5 33.h5 bxa4 34.Dxa4 Tb5 35.Tc1 Db7 36.Lc2 Sb6 37.Dg4 Txb2 38. Le4 Dd7 39. Le1 Sd5 40. Ld3 Sb4 41.Lf1 Sd3 42.Dd1 Sxe5 43.Dxd7 Sxd7 44.Tc8+ Kh7 45.Tc7 Tb1 46.Txd7 Txe1 47.Txf7 a5 48.Kg2 Kg8 49.Ta7 Te5 50.g4 Sd6 51.Ld3 Kf8 52.Lg6 Td5 53.f3 e5 54.Kf2 Td2+ 55.Ke1 Td5 56.Ke2 Tb5 57.Td7 Td5 58.Ta7 Tb5 59.Ld3 Td5 60.Lg6 ½-½

### Parti 8, Kramnik-Topalov, 0-1
Parti 8 varede 4½ time og gav Topalov den første gevinst ved brættet samt udligning af matchstillingen til 4-4. Åbningen var den strategisk set ubalancerede meraner-variant semi-slavisk. Topalovs 15...Da5 var en teoretisk nyhed. Efter 21 træk var der opstået et skarpt, kompliceret midtspil uden dronninger, hvor Topalov havde to springere mod Kramniks tårn og bonde. Topalov spandt et matnet med sine springere og sit tårn, hjulpet af fejl fra Kramniks side i træk 32 og 41.
Semi-slavisk, D47
1. d4 d5 2. c4 c6 3. Sf3 Sf6 4. Sc3 e6 5. e3 Sbd7 6. Ld3 dxc4 7. Lxc4 b5 8. Le2 Lb7 9. O-O b4 10. Sa4 c5!? Skarpere end det sædvanlige 10...Le7 11. dxc5 Sxc5 12. Lb5+ Dette er spillet før, men GM Sveshnikov anså det for mindre godt, da det efterlader hvids springer dårligt placeret på a4. Scd7 13. Se5 Dc7 14. Dd4 Td8! 15. Ld2 Da5 16. Lc6 Le7! Hvis 17. Lxb7 Sxe5 17. Tfc1 17. b3!? undgås den afbytning af to springere for tårn og bonde, som nu følger. Lxc6 18. Sxc6 Dxa4 19. Sxd8 Lxd8 20. Dxb4 Dxb4 21. Lxb4 Sd5 22. Ld6 f5 I sin kommentar under partiet skrev Susan Polgar: "Yasser Seirawan siger: 'Jeg er ikke klar over, hvad Vladimir mente var "tiltrækkende" ved dette slutspil. Med mulighederne for at spille Kf7 og Lb6... ser sorts stilling meget god ud.' Jeg er enig med Yasser." 23. Tc8 S5b6 24. Tc6 Le7 25. Td1 Kf7 26. Tc7 Ta8 27.Tb7 Ke8 28. Lxe7 Kxe7 29. Tc1 a5 30. Tc6 Sd5 31. h4 Polgar skrev, at GM-erne Avrukh, Karjakin og Fedorowicz her foretrak at have hvid, mens Zagrebelnyi og Radjabov hellere ville spille sort. h6 32. a4?! Efter spillet skrev Polgar om dette træk: "En positionel fejl! Bedre var ganske enkelt 32. Kf1 g5 33. hxg5 hxg5 34. Ke2." Nu har hvid en tilbagebleven bonde på b3, som kommer under angreb i træk 42. g5 33. hxg5 hxg5 34. Kf1 g4! Nu kan f2-f3 imødegås med g3 35. Ke2 S5f6 36. b3 Se8 37. f3 g3! Beholder flere bønder på brættet for at spille på gevinst. 38. Tc1 Sef6 39. f4 Kd6 40. Kf3 Sd5 41. Kxg3? 41. Tb5 holder partiet. Polgar kaldte dette "et forfærdeligt træk" i sin kommentar under spillet, men mente at hvids stilling nu var meget dårlig under alle omstændigheder 41... Sc5 42. Tg7 Tb8 Nu er hvids stilling præget af svagheder. Hvid kan ikke hindre sort i at trænge ind over enten b- eller g-linjen. 43. Ta7 Tg8+ 44. Kf3 Se4 45. Ta6+ Ke7 46. Txa5 Tg3+ 47. Ke2 Txe3+ 48. Kf1 Txb3 49. Ta7+ Kf6 50. Ta8 Sxf4 51. Ta1 Tb2 52. a5 Tf2+ 0-1

### Parti 9, Topalov-Kramnik, 1-0
9. parti var en 3-timers kamp i åbningen slavisk forsvar. Topalovs 6.Sh4 og 7.Sxg6 er en standardidé, som giver hvid fordelen ved løberparret. Topalov fortsatte imidlertid usædvanligt med a3, g3 og f4 i de næste tre træk, hvad der fik Susan Polgar til at mene, at "Topalov gjorde alt for mange bondetræk i åbningen." Kramnik fandt dog ikke et effektivt svar og endte efterhånden i et midtspil, hvor hans to springere var underlegne i forhold til Topalovs stærke løbere. Topalov forbedrede stadig sin stilling, vandt terræn og iværksatte et angreb på kongefløjen. Et stærkt, taktisk udfald af Topalov i træk 38 vandt partiet for ham. Kramnik, som havde kæmpet med en stadig dårligere stilling i tidnød, opgav efter Topalovs 39. træk. Topalov tog dermed for første gang føringen i matchen med 5-4.
Slavisk forsvar, D12
1. d4 d5 2. c4 c6 3. Sf3 Sf6 4. e3 Lf5 5. Sc3 e6 6. Sh4 Lg6 7. Sxg6 hxg6 8. a3 Sbd7 9. g3 Le7 10. f4 dxc4 11. Lxc4 O-O 12. e4 b5 13. Le2 b4 14. axb4 Lxb4 15. Lf3 Db6 16. O-O e5 17. Le3 Tad8 18. Sa4 Db8 19. Dc2 exf4? Polgar: "Dette er ikke et godt træk. Han var nødt til at tage d-bonden." 20. Lxf4 Db7 21. Tad1 Tfe8 22. Lg5 Le7 23. Kh1 Sh7 24. Le3 Lg5 25. Lg1 Shf8 26. h4 Le7 27. e5 Sb8 28. Sc3 Lb4 Yasser Seirawan: "Vladimirs stilling glider ham af hænde..." 29. Dg2 Dc8 30. Tc1 Lxc3?? 31. bxc3 Se6 32. Lg4 Dc7 33. Tcd1 Sd7 34. Da2 Sb6 35. Tf3 Sf8? 36. Tdf1 Te7 37. Le3 Sh7 38. Txf7 Sd5 39. T7f3 1-0

### Parti 10, Kramnik-Topalov, 1-0
Kramnik spillede den solide catalanske åbning. Med sort tilbød Topalov i træk 17 Kramnik at vinde en bonde, hvis han var villig til at afgive sin fianchetterede kongeløber for en springer (og derved svække sin kongestilling). Kramnik accepterede tilbuddet. Susan Polgar skrev, at Topalovs "kompensation er hans løberpar, den gode springer på e4 og at den hvide springer er bundet på b5."
Topalov gjorde fejl i træk 24, hvorved Kramnik vandt en bonde mere. Topalov ofrede så sit tårn for en springer og to bønder, hvilket betød, at Kramnik havde vundet en kvalitet (tårn for springer), og efter at have fremtvunget dronningafbytning, vandt han let slutspillet. Matchen stod nu lige 5-5.
Catalansk, E08
1.d4 Sf6 2.c4 e6 3.Sf3 d5 4.g3 Lb4+ 5.Ld2 Le7 6.Lg2 O-O 7.O-O c6 8.Lf4 Sbd7 9.Dc2 a5 10.Td1 Sh5 11.Lc1 b5 12.cxd5 cxd5 13.e4 dxe4 14.Dxe4 Tb8 15.De2 Shf6 16.Lf4 Tb6 17.Se5 Sd5 18.Lxd5 exd5 19.Sc3 Sf6 20.Sxb5 La6 21.a4 Se4 22.Tdc1 De8 23.Tc7 Ld8 24.Ta7 f6?? Polgar: "Dette er en grov fejl!" 25.Sd7 Tf7 26.Sxb6 Txa7 27.Sxd5 Td7 28.Sdc3 Txd4 29.Te1 f5 30.Dc2 Tb4 31.Sd5 Txb5 32.axb5 Dxb5 33.Sc7 Dc4 34.Dd1 Lxc7 35.Dd7! pointen bag Kramniks smarte træk 34.Dd1 (i stedet for det ventede 34.Dxc4, som også ville have vundet). Nu truer hvid både løberen og mat med 36.De8#. h6 36.Dxc7 Db4 37.Db8+ Dxb8 38.Lxb8 Sd2 39.Ta1 g5 40.f4 Sb3 41.Ta3 Lc4 42.Lc7 g4 43. Lxa5 1-0

### Parti 11, Topalov-Kramnik, ½-½
Det 11. parti endte remis efter 66 træk, så matchen fortsat stod lige 5½-5½. Mod slutningen pressede Kramnik hårdt for at få det fulde point i en stilling, hvor han var en bonde foran i et slutspil med tårn mod løber, men han kunne ikke omsætte det til gevinst.
Slavisk forsvar, D12
1.d4 d5 2.c4 c6 3.Sf3 Sf6 4.e3 Lf5 5.Sc3 e6 6.Sh4 Lg6 7.Sxg6 hxg6 8.Tb1 (dette træk er en nyhed.) 8... Sbd7 9.c5 a5 10.a3 e5 11.b4 axb4 12.axb4 Dc7 13.f4 exf4 [13...Sh5 14.fxe5 Sg3 15.Tg1 Txh2 16.Df3 ] 14.exf4 Le7 15.Le2 Sf8 16.O-O Se6 17.g3 Dd7 18.Dd3 [18.Le3 Se4 19.Sxe4 dxe4 20.Lc4 Sc7 21.Dc2 Sd5 22.Ta1 Txa1 23.Txa1 Sxe3 24.Dxe4 O-O 25.Dxe3 ] 18...Se4 19.Sxe4 dxe4 20.Dxe4 Dxd4+ 21.Dxd4 Sxd4 22.Lc4 0-0 23.Kg2 Ta4 24.Td1 Td8 25.Le3 Lf6 26.g4 Kf8 27.Lf2 Se6 28.Txd8+ Lxd8 29.f5 gxf5 30.gxf5 Sf4+ 31.Kf3 Sh5 32.Tb3 Lc7 33.h4 Sf6 34.Ld3 Sd7 35.Le4 Se5+ 36.Kg2 Ta2 37.Lb1 Td2 38.Kf1 Sg4 39.Lg1 Lh2 40.Ke1 Td5 41.Lf2 Ke7 42.h5 Sxf2 43.Kxf2 Kf6 44.Kf3 Td4 45.b5 Tc4 46.bxc6 bxc6 47.Tb6 Txc5 48.Le4 Kg5 49.Txc6 Ta5 50.Tb6 Ta3+ 51. Kg2 Lc7 52. Tb7 Tc3 53. Kf2 Kxh5 54. Ld5 f6 55. Ke2 Kg4 56. Le4 Kf4 57. Ld3 Tc5 58. Tb4+ Kg3 59. Tc4 Te5+ 60. Te4 Ta5 61.Te3+ Kg2 62.Le4+ Kh2 63.Tb3 Ta2+ 64.Kd3 Lf4 65.Kc4 Te2 66.Kd5 ½-½

### Parti 12, Kramnik-Topalov, ½-½
I dette parti anvendtes samme variant af slavisk forsvar (6.Sh4 Lg6 7.Sxg6 hxg6) som i partierne 9 (Topalov vandt) og 11 (remis), men denne gang spillede Kramnik for første gang de hvide brikker i varianten. I et slutspil med dronning og tårn og med begge konger udsatte, fremtvang Topalov remis ved evig skak. Dermmed endte matchen uafgjort 6-6 efter partierne med sædvanlig betænkningstid (Kramnik 6 – Topalov 5 i spillede partier, plus parti 5 vundet af Topalov uden kamp) og reglerne for afgørelse af matchen ved 4 partier hurtigskak skulle tages i brug. 
Slavisk forsvar, D12
1.d4 d5 2.c4 c6 3.Sf3 Sf6 4.e3 Lf5 5.Sc3 e6 6.Sh4 Lg6 7.Sxg6 hxg6 8.g3 Sbd7 9.Ld2 Lb4 10.Db3 Lxc3 11.Lxc3 Se4 12.Lg2 Sxc3 13.Dxc3 f5 14.0-0 De7 15.cxd5 exd5 16.b4 Sf6 17.Tfc1 Se4 18.Db2 0-0 19.b5 Tac8 20.bxc6 bxc6 21.De2 g5 22.Tab1 Dd7 23.Tc2 Tf6 24.Tbc1 g4 25.Tb2 Th6 26.Da6 Tc7 27.Tb8+ Kh7 28.Da3 Tb7 29.Df8 Txb8 30.Dxb8 Df7 31.Dc8 Dh5 32.Kf1 Sd2+ 33.Ke1 Sc4 34.Lf1 Tf6 35.Lxc4 dxc4 36.Txc4 Dxh2 37.Ke2 Dh1 38.Tc5 Db1 39.Da6 Db2+ 40.Kf1 Db1+ 41.Ke2 Db2+ 42.Kf1 Th6 43.Dd3 g6 44.Db3 ½-½

### Parti 13, Topalov-Kramnik, ½–½
I midtspillet tilbød Topalov Kramnik en bonde, hvilket denne tog imod. Ved taktiske manøvrer gav Kramnik bonden tilbage, og spillet overgik til et lige slutspil.
Slavisk forsvar, D18
1. d4 d5 2. c4 c6 3. Sf3 Sf6 4. Sc3 dxc4 5. a4 Lf5 6. e3 e6 7. Lxc4 Lb4 8. O-O Sbd7 9. De2 O-O 10. e4 Lg6 11. Ld3 Lh5 12. e5 Sd5 13. Sxd5 cxd5 14. De3 Te8 15. Se1 Tc8 16. f4 Lxe1 17. Txe1 Lg6 18. Lf1 Tc2 19. b3 Da5 20. Lb5 Td8 21. Te2 Tcc8 22. Ld2 Db6 23. Tf2 a6 24. Lf1 Tc6 25. b4 Tc2 26. b5 a5 27. Lc3 Txf2 28. Dxf2 Da7 29. Dd2 Ta8 30. Tc1 Sb6 31. Lb2 Sxa4 32. La3 h6 33.h3 Le4 34. Kh2 Sb6 35. Lc5 a4 36. Ta1 Sc4 37. Lxc4 b6 38. De3 Tc8 39. Lf1 bxc5 40. dxc5 Dxc5 41. Dxc5 Txc5 42. b6 Tc6 43. b7 Tb6 44. La6 d4 45. Txa4 Lxb7 46. Lxb7 Txb7 47. Txd4 1/2-1/2

### Parti 14, Kramnik-Topalov, 1-0
Hvid fik en minimal fordel ud af åbningen og bevarede den, til dronningerne blev byttet af. Derefter gav Kramnik en overbevisende demonstration af sin styrke i slutspillet efter få unøjagtigheder fra Topalovs side og førte nu 1,5-0,5.
Semi-slavisk, D45
1. d4 d5 2. c4 c6 3. Sf3 Sf6 4. Sc3 e6 5. e3 Sbd7 6. Dc2 Ld6 7. b3 O-O 8. Le2 b6 9. O-O Lb7 10. Lb2 Te8 11. Tad1 De7 12. Tfe1 Tac8 13. Ld3 e5 14. e4 dxc4 15. Lxc4 b5 16. Lf1 g6 17. Dd2 Tcd8 18. Dg5 a6 19. h3 exd4 20. Sxd4 De5 21. Dxe5 Sxe5 22. Sc2 g5 23. Lc1 h6 24. Le3 c5 25. f3 Lf8 26. Lf2 Lc8 27. Se3 Le6 28. Sed5 Lxd5 29. exd5 Sed7 30. Txe8 Txe8 31. a4 b4? Medgiver hvid, at a-fribonden "svarer til total strategisk overgivelse ." 32. Se4 Sxe4 33. fxe4 Sf6 34. d6 Sxe4 35. d7 Td8 36. Lxa6 f5 37. a5 Lg7 38. Lc4+ Kf8 39. a6 Sxf2 40. Kxf2 Ld4+ 41. Txd4! cxd4 42. a7 Ke7 43. Ld5 Kxd7 44. a8D Txa8 45. Lxa8 1-0

### Parti 15, Topalov-Kramnik, 1-0
Topalov udlignede stillingen i matchen med et af den slags stærke angreb på kongefløjen, som han er blevet berømt for.
Slavisk forsvar, D12
1. d4 d5 2. c4 c6 3. Sf3 Sf6 4. e3 Lf5 5. Sc3 e6 6. Sh4 Lg6 7. Le2 Sbd7 8.O-O Ld6 9. g3 dxc4 10. Lxc4 Sb6 11. Le2 O-O 12. Sxg6 hxg6 13. e4 e5 14. f4 exd4 15. Dxd4 De7 16. Kg2 Lc5 17. Dd3 Tad8 18. Dc2 Ld4 19. e5 Sfd5 20. Tf3 Sxc3 21. bxc3 Lc5 22. Ld2 Td7 23. Te1 Tfd8 24. Ld3 De6 25. Lc1 f5 26. De2 Kf8 27. Td1 De7 28. h4 Td5 29. Dc2 Sc4 30. Th1 Sa3 31. De2 Dd7 32. Td1 b5 33. g4! fxg4 34. Tg3 Ke7? 35. f5 gxf5 36. Lg5+ Ke8 37. e6 Dd6 38. Lxf5! Txd1 39. Lg6+ Kf8 40. e7+ Dxe7 41. Lxe7+ Lxe7 42. Ld3 Ta1 43. Db2 Td1 44. De2 Ta1 45. Dxg4 Txa2+ 46. Kh3 Lf6 47. De6 Td2 48. Lg6 T2d7 49. Tf3 b4 50. h5 1-0

### Parti 16, Kramnik-Topalov, 1-0
Som i 14. parti vist Kramnik sin styrke i stillinger, hvor dronningerne er byttet af. Han straffede Topalovs lille unøjagtighed i træk 20 med en række præcise træk, som indbragte ham en bonde. I en særdeles vanskelig stilling gjorde Topalov en sidste, grov fejl, hvorved matchen var afgjort.
Semi-slavisk, D47
1. d4 d5 2. c4 c6 3. Sf3 Sf6 4. Sc3 e6 5. e3 Sbd7 6. Ld3 dxc4 7. Lxc4 b5 8. Le2 Lb7 9. O-O Le7 10. e4 b4 11. e5 bxc3 12. exf6 Lxf6 13. bxc3 c5 14. dxc5 Sxc5 15. Lb5+ Kf8 16. Dxd8+ Txd8 17. La3 Tc8 18. Sd4 Le7 19. Tfd1 a6!? 20. Lf1 Sa4?! 20...Se4 var bedre. 21. Tab1! Le4 22. Tb3! Lxa3 23. Txa3 Sc5 24. Sb3! Ke7 25. Td4! Lg6 26. c4 Tc6 27. Sxc5 Txc5 28. Txa6 Tb8 29. Td1 Tb2 30. Ta7+ Kf6 31. Ta1 Tf5 32.f3 Te5 33. Ta3 Tc2 34. Tb3 Ta5 35. a4 Ke7 36. Tb5 Ta7 37. a5 Kd6 38. a6 Kc7 39. c5 Tc3 40. Taa5 Tc1 41. Tb3 Kc6 42. Tb6+ Kc7 43. Kf2 Tc2+ 44. Ke3 Txc5?? 45. Tb7+ 1-0, da sort efter 45...Txb7 46.Txc5+ Kb6 47.axb7 ikke kan vinde tårnet tilbage uden at tillade hvids bonde at nå forvandlingsfeltet.
Topalovs 44. ... Txc5?? kostede ham partiet og titlen. I et interview efter matchen mente Kramnik dog at have haft en afgørende fordel allerede inden Topalovs fejltræk. Ifølge den australske GM Ian Rogers i Chess Life Online, burde hvid vinde, også mod det bedre forsvar 44...e5, med 45.Tab5  Skakprogrammet Rybka giver hvid fortsat stor fordel efter 44...Tc1 45.Le2 Tc3+ 46.Kd2 Tc2+ 47.Kd1 Tc3 48.Tb4 e5 49.c6 Kxc6 50.Txe5 Tc7 51.Teb5 (+1.28, dybde 22).